# Acrotocepheus heterotrichus
Acrotocepheus heterotrichus är en kvalsterart som först beskrevs av Balogh och Sandór Mahunka 1968.  Acrotocepheus heterotrichus ingår i släktet Acrotocepheus och familjen Otocepheidae. Inga underarter finns listade i Catalogue of Life.